# ATS Tipo 100 (motore)
L'ATS Tipo 100 è un motore endotermico alternativo aspirato a ciclo Otto da competizione realizzato per l'omonima vettura dalla ATS per correre nel Campionato mondiale di Formula 1 durante gli anni sessanta.

## Contesto
Alla fine del 1961 la Ferrari visse uno dei momenti peggiori della sua storia.
Laura Garello (moglie di Enzo Ferrari) al termine di una animata discussione col direttore commerciale di allora (Gerolamo Gardini), schiaffeggiò quest'ultimo per manifestare il proprio disappunto.
L'evento non venne preso bene dai colleghi dirigenti di Garello, già da tempo in contrasto con la moglie del Drake, al quale gli alti vertici aziendali mossero alcune critiche, ma poiché le posizioni tra le due fazioni erano esageratamente distanti, i principali tecnici della gestione sportiva presero la decisione di dimettersi dall'azienda.
Da questi eventi nacque una nuova scuderia automobilistica, la ATS (ossia Automobili Turismo e Sport) con lo scopo di realizzare sia modelli stradali Gran Turismo, che vetture da competizione tra cui monoposto di Formula 1.
A capo di questo progetto vi erano Carlo Chiti e Giotto Bizzarrini, i due principali fondatori della ATS ed ex tecnici di Maranello.

## Progetto
Nel 1961 il regolamento tecnico impose una nuova formula che limitava la cilindrata a 1500 cc, e la Ferrari aveva già in casa un motore di questo tipo ossia il "Dino 156" V6 nato per la Formula 2, ma durante l'anno Chiti disegnò un nuovo motore V6 con un angolo di bancata maggiore ed una potenza più elevata, in modo da migliorare il progetto che rispetto ai team inglesi era ad uno stadio più avanzato.
Ma il tecnico di Pistoia si rese conto che la Coventry Climax (che forniva i motori a praticamente tutti i team tranne la Ferrari) stava puntando su un nuovo motore ad otto cilindri, meglio bilanciato e più elastico rispetto al V6, perciò alla luce di queste considerazioni Carlo Chiti pensò ad un motore ad alto frazionamento anche per la propria vettura ATS.
Tuttavia il progetto sarebbe stato pronto solo per il 1963, dato che la ATS venne fondata alla fine del 1961 e durante il 1962 la Coventry Climax poté usufruire di un anno in più di ricerca e sviluppo sui propri V8.
Come detto Chiti intraprese la strada del V8 che sarebbe poi diventato l'ATS Tipo 100 (nome condiviso con la vettura), il cui angolo di bancata era di 90° per equilibrare le forze e i momenti di inerzia senza l'utilizzo di contralberi che potessero appensantire il propulsore e rendere complessa la catena cinematica della distribuzione.
Questa prevedeva lo schema a due valvole per cilindro (con camere di combustione emisferiche) azionate da quattro alberi a camme in testa, comandati da una cascata di ingranaggi nella parte frontale del propulsore.
L'accensione era munita di una candela per cilindro, ma diversamente da quanto visto sui motori inglesi vi erano due spinterogeni, uno per ogni bancata di cilindri e calettati sui rispettivi alberi a camme di aspirazione.
Questa scelta permise di collocare il serbatoio dell'olio motore in coda al motore e tra le due bancate immediatamente dopo l'impianto di aspirazione.
Grazie a questi accorgimenti il propulsore risultava molto compatto pur avendo un alto frazionamento e questo fu fondamentale per poter disegnare una vettura dal passo relativamente corto, e quindi più maneggevole.
Basamento e testate vennero realizzate in lega leggera di alluminio e la lubrificazione utilizzava un impianto a carter secco per sopperire ai problemi di pescaggio legati alla centrifugazione dell'olio.
Inizialmente l'impianto di alimentazione prevedeva l'utilizzo di quattro carburatori Weber, ma per incrementare la qualità della combustione con conseguente riduzione dei consumi e miglioramento del rendimento globale, Chiti realizzò anche una versione che utilizzava un sistema di iniezione indiretta tramite pompa meccanica di alta pressione, ma all'epoca era una tecnologia ancora primordiale e difficile da mettere a punto, ma soprattutto inaffidabile, quindi si decise di proseguire sulla strada dell'impianto a carburatori.
Il motore esprimeva una potenza massima di circa 190 cavalli a 10000 giri al minuto ed era al top in termini di regime di rotazione, mentre la potenza si assestava su un valore di tutto rispetto per un 1500 cc ed erogava più o meno la stessa potenza dei Coventry Climax FWMV, nonostante questi beneficiarono di un rapporto di compressione maggiore e di evoluzioni sul sistema di alimentazione grazie al supporto diretto della Lucas, mentre si era lontani dagli oltre 200 cavalli erogati dai nuovi motori Ferrari plurivalvole.
Per questo motivo Giotto Bizzarrini sosteneva che si sarebbe potuto realizzare un motore più potente e ad affidabile tramite la scelta di un'architettura a 12 cilindri a V, ma secondo Chiti un frazionamento così elevato per un motore di soli 1500 cc avrebbe reso il progetto troppo problematico, ma soprattutto avrebbe alterato gli equilibri della vettura, che era stata pensata per avere ingombri ridotti all'osso con una sezione frontale molto risicata ed un passo corto nonostante alloggiasse un V8.
Per via delle idee divergenti, i due tecnici si separarono e il progetto dell'ATS non fu mai competitivo, ne sotto il profilo prestazionale ne sotto quello dell'affidabilità.